# Cuarteto de cuerda Ars Nova
El Cuarteto de cuerda Ars Nova es una agrupación musical de cámara fundada en Granada como grupo de cámara estable dentro de la Orquesta Ciudad de Granada. Está compuesto por Peter Biely (violín), Joachim Kopyto (violín), Andrzej Skrobiszewski (viola) y Matthias Stern (violonchelo).

## Historia
Fue fundado en 1990 y cuatro años después de su fundación obtuvo el segundo premio en el Concurso para Cuartetos de Cuerda convocado por Unicaja, siendo invitado por la Sociedad Filarmónica de Málaga.
Desde su formación, ha participado en diversos ciclos de música de cámara celebrados en Granada, como los convocados por la Universidad de Granada, los Cursos Manuel de Falla, «Música en los Monumentos», «Alhambra Nocturna» y «Huerta de San Vicente». Desde 1998, han participado en el Circuito Andaluz de Música (entre 2006 y 2008), así como en los festivales de música de Cádiz, Úbeda y El Escorial, entre otros. También destaca su interpretación en la Academia Internacional de Órgano de Granada, junto al organista Juan María Pedrero, en septiembre de 2010.
También ha participado en acontecimientos de gran envergadura, como el centenario del nacimiento de Federico García Lorca o la entrega en los Jardines del Generalife de los Premios Aga Khan, con la presencia de SS. MM. los Reyes de España. Entre sus producciones propias destacan su adaptación del melólogo Werther de Gaetano Pugnani, y el espectáculo de luz y sonido sobre el tema de El arte de la fuga en Teatro Isabel la Católica de Granada. 
Han realizado varias giras por Francia y Suiza (la última en marzo de 2004, con Las siete palabras de Cristo de Joseph Haydn), y han grabado un CD con cuartetos de cuerda de compositores andaluces para el Centro de Documentación Musical de Andalucía (2005).